# Showproces
Een showproces of propagandaproces is een rechtszaak waarbij de uitkomst (schuldigverklaring van de verdachten) al bij voorbaat vaststaat. Doel van een showproces is om tegenover derden zoals de eigen bevolking of het buitenland een schijn van legitimiteit op te wekken, of om de verdachte(n) te vernederen.

## Kenmerken
Kenmerken van een showproces zijn:
- De aanklager is voortdurend aan het woord terwijl de verdediging de kans daartoe niet krijgt.
- De verdediging krijgt niet de kans om zich voor te bereiden of zelfs maar aanwezig te zijn.
- De strijdlust van de verdachte wordt voorafgaand aan en tijdens het proces stelselmatig ondermijnd door bijvoorbeeld marteling, drugs, dreigementen en vernedering.
- De rechter is partijdig of wordt beïnvloed.
- De advocaat of raadsheer van de verdachte is passief of komt niet aan het woord.
- De aanklacht is vaak vaag ("staatsgevaarlijke denkbeelden").
- De verdachte wordt altijd schuldig bevonden.
- Er worden meestal zeer hoge straffen uitgedeeld, zoals levenslange gevangenisstraf of de doodstraf.
- Er bestaat geen recht van beroep of dit wordt genegeerd.

## Voorbeelden
Zeer sprekende voorbeelden van showprocessen waren de Moskouse Processen in de Sovjet-Unie tijdens Stalins Grote Zuivering in de periode 1936-1938. De verdachten hadden in de rechtszaal vaak de sporen van de martelingen nog op hun gezicht en waren zo bewerkt dat ze de rechters om de doodstraf smeekten.
Maar ook de processen van de nazi's tegen het studentenverzet van de Weiße Rose en de Stauffenberg-groep door het Volksgerichtshof waren showprocessen, waarbij de beklaagden zonder meer allemaal de doodstraf kregen.
In de Socialistische Republiek Roemenië onder Nicolae en Elena Ceauşescu kwamen geregisseerde processen voor. Na de Roemeense Revolutie, die een eind maakte aan de dictatuur van de Ceauşescu's, werd in een op video opgenomen schijnproces besloten tot een standrechtelijke executie van het echtpaar.